# M. Maryan
Pour les articles homonymes, voir Cadiou et Maryan.
M. Maryan ou Maryan, de son vrai nom Marie Cadiou, épouse Deschard, est une romancière française, née le 21 décembre 1847 à Brest et morte le 28 janvier 1927 à Brest. Elle remporte à deux reprises le Prix Montyon de l'Académie française, pour L'Erreur d'Isabelle en 1884 et Maison hantée en 1912,.
Ce pseudonyme résulte d'une erreur typographique qui déforma le prénom de sa grand-mère maternelle, Mary-Ann Kirkland, lequel avait initialement été choisi comme nom de plume.

## Biographie
Bretonne, fille de Jacques Joseph Edouard Cadiou, capitaine de vaisseau et maire de Guipavas, nièce de l'amiral Thomas Louis Le Normant de Kergrist et sœur de Paul Cadiou,, profondément chrétienne, Marie Cadiou développe de nombreuses activités caritatives à Brest, mais c'est à Paris qu'elle inaugure une activité littéraire intense et particulièrement dirigée vers le lectorat des jeunes filles.
De son mariage avec Charles-Albert Deschard (1836-1919), commissaire général de la Marine, elle eut six enfants : Albert (commissaire principal de la Marine), Marthe (épouse de Henri Homo), Marie (épouse du contre-amiral René Nielly), Paul (chef de bataillon), André et Pierre.
Une rue de Brest porte le nom de Maryan Deschart (une déformation de son nom d'épouse Deschard).

## Œuvre
- Mademoiselle de Kervallez, 1877
- Primavera, 1878
- En Poitou, 1878
- Kate, 1879
- Les rêves de Marthe, 1879
- Lady Frida, 1880
- La mission de Josèphe, 1880
- La maison de famille, 1880
- Petite reine, 1880
- Les pupilles de tante Claire, 1880
- Rosa Trevern, 1880
- La fortune des Montligné, 1881
- Le manoir des célibataires, 1881
- Le roman d'un médecin de campagne, 1881
- Chez les autres, 1882
- Les chemins de la vie, 1882
- Un mariage de convenance, 1882
- Clémentine de la Fresnaye, 1883
- Une dette d’honneur, 1885
- Ce que ne peut l’argent, 1887
- Ellen Gordon, 1887
- Huberte, 1888
- Secret de Solange, 1888
- La cousine Esther, 1889
- L’hôtel Saint François, 1889
- Une nièce d’Amérique, 1889
- Le prieuré, 1889
- L’héritage de Paule, 1890
- Annie, 1890
- Une cousine pauvre, 1890
- Odette, 1890
- Les tuteurs de Mérée, 1891
- La feuilleraie, 1892
- Un portrait de famille, 1892
- Dans un vieux logis, 1893
- Un nom, 1894
- La faute du père, 1895
- Chimère, 1895
- Le mystère de Kerhir, 1895
- En soi et autour de soi (avec Gabrielle Béal), 1896
- Le fond et la forme : le savoir-vivre pour les jeunes filles, 1896
- Le pont sur l’Oiselle, 1896
- Le roman de Rémi, 1896
- Le roman d’une héritière, 1896
- Cœurs bretons, 1897
- L’épreuve de Minnie, Paris, H. Gautier, 1900
- Le féminisme de tous les temps (avec Gabrielle Béal), 1900
- Le mariage de Monique, 1900
- Mariage moderne, 1900
- Le secret de famille, 1900
- Une faute, 1901
- Mariage civil, 1901
- Le plan de la Comtesse, 1902
- Le diamant bleu, 1903
- Anne Du Valmoët, 1904
- Annunziata Paris, H Gautier, Bibliothèque de ma fille, 1905
- Guenola, Paris, Firmin-Didot, Bibliothèque des mères de famille, 1905
- Journal d’un valet de pied, 1905
- Le secret du mari, 1907
- Méprise, 1908
- La villa des colombes, 1908
- La pupille du colonel, 1909
- Reconquise, 1909
- Roselyne, 1909
- L’écho du passé, 1910
- Le rachat, 1910
- L’envers d’une dot, 1911
- Autour d’un testament, 1912
- Les chanoinesses de la cour aux dames, 1912
- Le château rose, 1912
- Roman d’automne, 1912
- La bague d’opale, 1913
- La robe brodée d’argent (sur le projet Gutenberg), 1913
- La grande loi, 1915
- La maison sans porte, 1915
- La rose bleue, 1915
- Un mariage de 1915, 1916
- Denyse, 1917
- Une barrière invisible, 1918
- Les héritages de Pendallynn, 1918
- Jumelles, 1918
- L’hôtel de Tellemont, 1919
- La dot de Nicollette, 1920
- Marquise de Maulgrand, 1920 - Collection Stella no 443
- Maison hantée, 1920
- Les maisons du soleil, 1920
- Le vieux manoir, 1920
- Les millions d’Hervée, 1922
- Pierres vivantes, 1923
- Trois tulipes blanches, 1924
- Un legs  - Ed. Gautier-Languereau, Paris - 1925 - Collection "Familia"
- Les filles de madame Aymerel, 1926
- La lande a fleuri, 1926
- La statue voilée, 1927
- Le vieux musicien, 1929
- Le domaine de Plearn
- Marcia de Laubly
- Une tâche